# ウォレス・コレクション

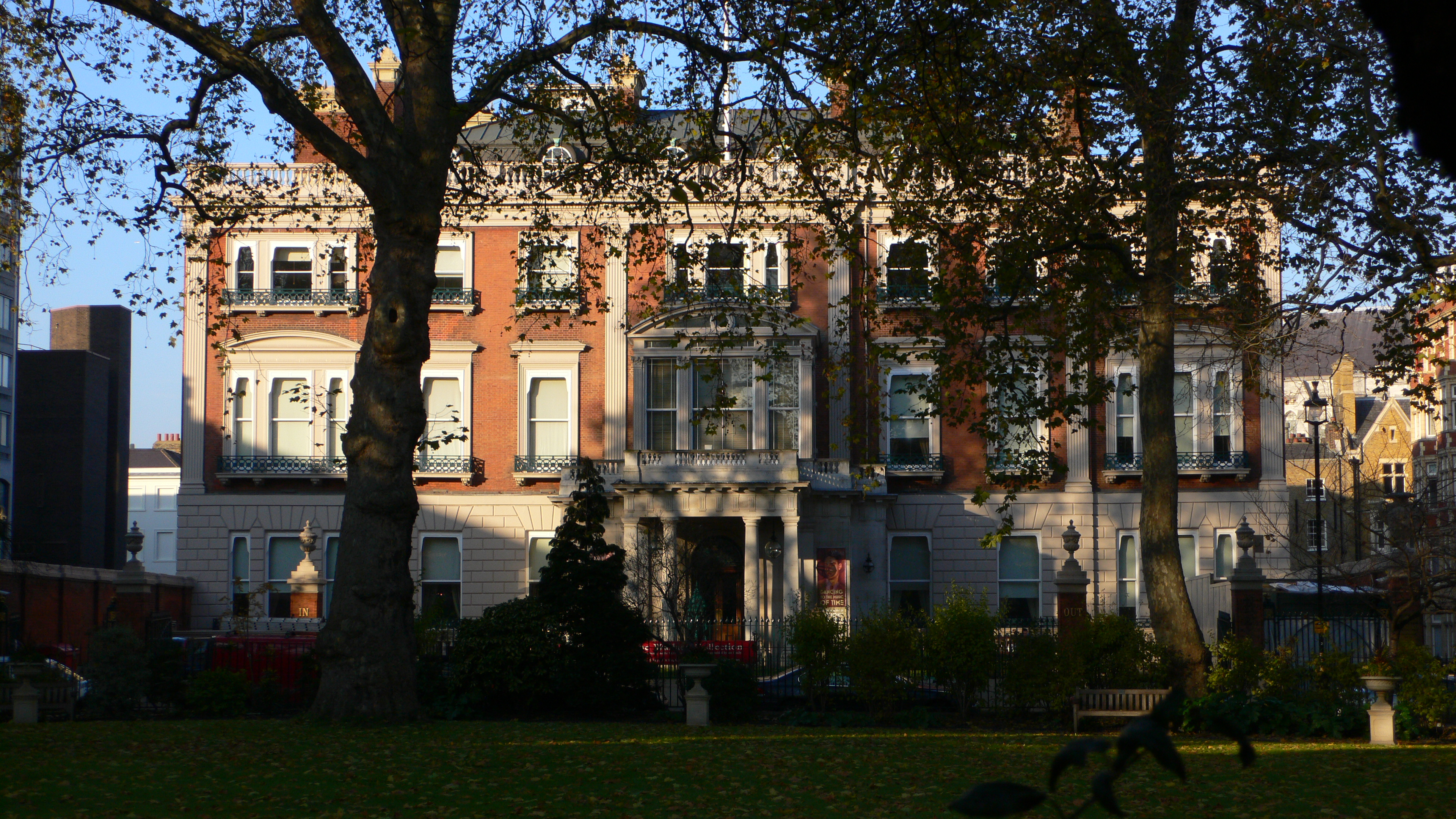
マンチェスター・スクウェアの緑地から見たウォレス・コレクション

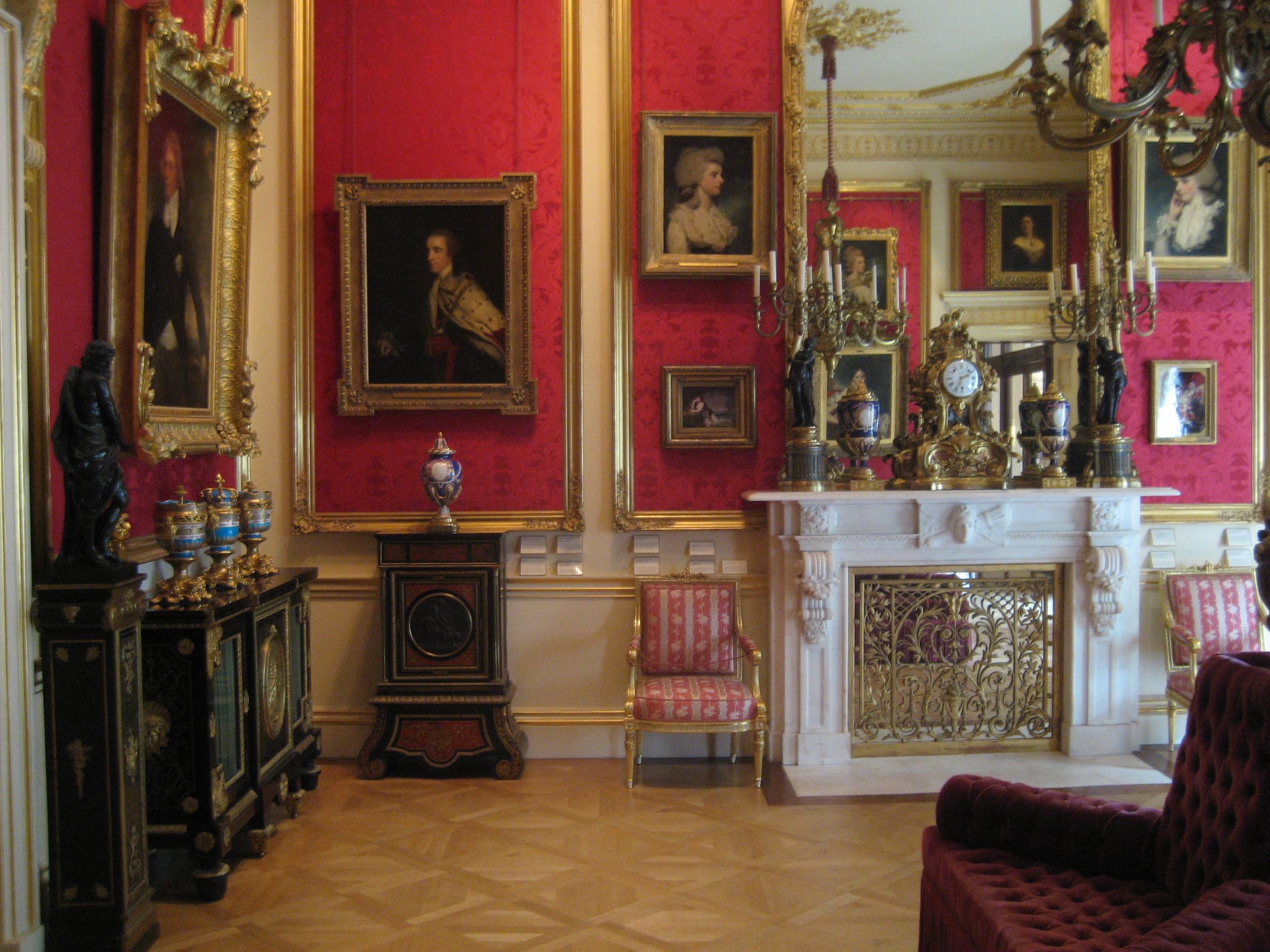
荘厳な室内装飾が保存された展示室

ウォレス・コレクション（The Wallace Collection）は、イギリスのロンドン・メリルボーンのマンチェスター・スクウェア (en) にある美術館。15世紀から19世紀にかけての世界的に有名な美術作品、装飾美術作品および18世紀フランスの広範囲にわたる絵画作品、家具、武具、甲冑、磁器、そしてオールド・マスターの絵画作品を25室のギャラリーに展示している。
設立は1897年。パリで育ち、1848年からブローニュの森内のバガテル城に居住した第四代ハートフォード侯爵リチャード・シーモア＝コンウェイ（en:Richard Seymour-Conway, 4th Marquess of Hertford 1800–1870）のプライベートコレクションから主に成り立っている。そのコレクションと屋敷は非嫡出の息子リチャード・ウォレス（en:Sir Richard Wallace  1818–1890）に相続され、ウォレスの未亡人がコレクションの全てをイギリス政府に寄贈した。
1900年、美術館はマンチェスター・スクウェアのハーフォートハウスにて一般公開され、現在もそのままの状態にある。コレクションの持ち出しは許可されておらず、外部の展示会に貸し出されることもない。入場は無料。非省公共団体である。

## コレクション

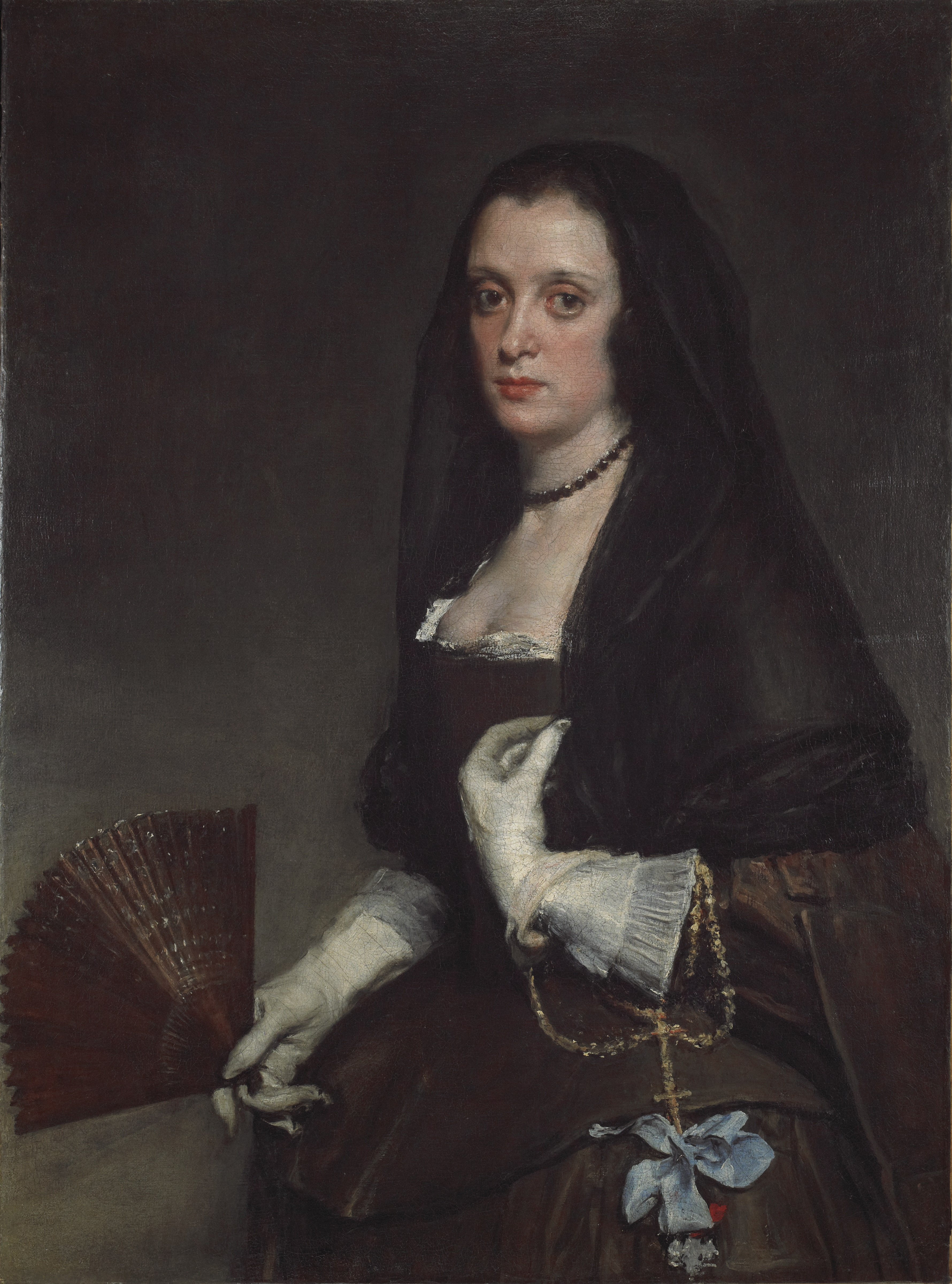
ベラスケス – 扇を持つ貴婦人

本美術館は5500点近くの収蔵品を擁し、特に18世紀フランス絵画、セーブル焼、家具の品質の高さと品揃えの幅広さで知られる。
その他にも、ティツィアーノ2点、レンブラント4点、ルーベンス3点、ヴァン・ダイク4点、カナレット22点、ブーシェ19点、デ・ホーホの傑作数点、ダフィット・テニールス (子) 9点、フランス・ハルス、ムリーリョ9点、ベラスケス2点、さらにドメニキーノ、チーマ・ダ・コネリアーノ、ベルナルド・ダッディ、 グイド・レーニ、サルヴァトル・ローザ、トマス・ゲインズバラ、ジョシュア・レノルズ、アントワーヌ・ヴァトー、ニコラ・ランクレ、 ヤン・ステーン、アルベルト・カイプ、フランチェスコ・グアルディ 9点などを展示する。
本美術館はヨーロッパとオリエントにわたる武具と甲冑の良質なコレクションも擁する。その他には金細工の箱、ミニアチュール、彫刻、さらにはマヨルカ焼やガラス工芸、ブロンズ彫刻、リモージュ焼など中世およびルネッサンス期の作品も展示されている。 
コレクションの構成は以下の通り
- 水彩画および油彩画　775点
- 家具　528点
- 陶磁器　510点
- ヨーロッパおよびオリエントの武具・甲冑　2,370点
- 彫刻　466点
- ミニアチュール　334点
- 中世およびルネッサンス期の作品　363点
- 金工細工　120点

## 部門

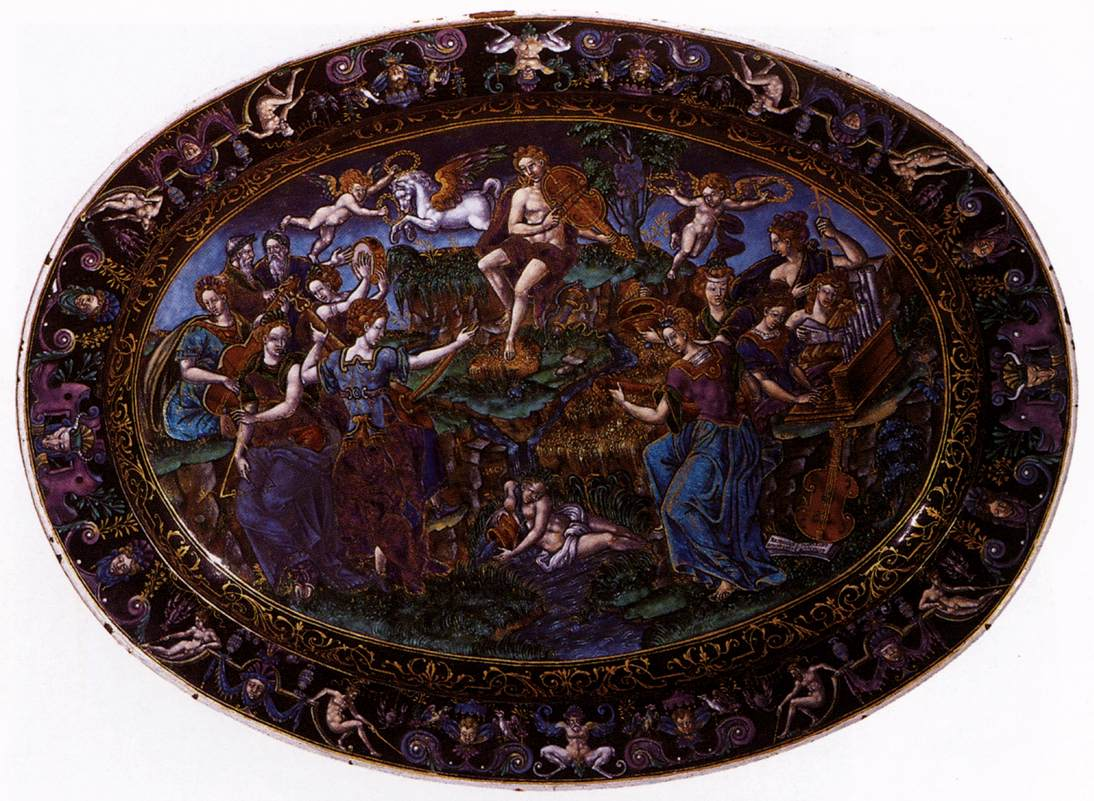
ルネッサンス期のリモージュ焼のエナメルの皿。Martial Courtoisによる.

ウォレス・コレクションは「絵画・ミニアチュール」、「陶磁器・ガラス」、「彫刻・工芸」、「武具・甲冑」、「セーブル焼」、「金工品・家具」の、6つの専門部門に分けられている。

### 絵画・ミニアチュール部門
各時代の美術を主導したオールド・マスターたちによる、世界でも最良とされる絵画作品を収蔵している。14世紀から19世紀中盤にかけての各時代の重要な絵画作品も擁する。
特に本コレクションは17世紀のフランドル絵画（en:Flemish painting）、オランダ黄金時代の絵画、また、18世紀から19世紀にかけてのフランス絵画に強く、そして、イギリス、イタリア、スペインの突出した作品も納める。本コレクションの強みはレンブラント、ルーベンス、ファン・ダイク、カナレット、ゲインズバラ、ブーシェ、フラゴナール、ムリーリョ、ティツィアーノ、ベラスケスなどの作品を擁している点である。水彩画、油彩画の目録は、ヨーロッパの主要な流派のほぼすべてを押さえている。

#### 油彩画・デッサン・水彩画
1. イギリス、ドイツ、スペイン、イタリア絵画
油彩画151点、デッサン60 点[2]
2. 19世紀フランス絵画
油彩画134点、水彩画57点[3]
3. 1815年以前のフランス絵画
油彩画144点、デッサン及び水彩画8点[4]
4. オランダ絵画
油彩画173 点、デッサン2点[5]
5. フランドル絵画
油彩画48点[5]

オランダ絵画
- ヘラルト・テル・ボルフ - 絵画2点
- アルベルト・カイプ - 絵画6点
- ヘラルト・ドウ - 絵画1点
- フランス・ハルス - 絵画1点
- メインデルト・ホッベマ - 絵画5点
- ピーテル・デ・ホーホ - 絵画2点
- ハブリエル・メツー - 絵画5点

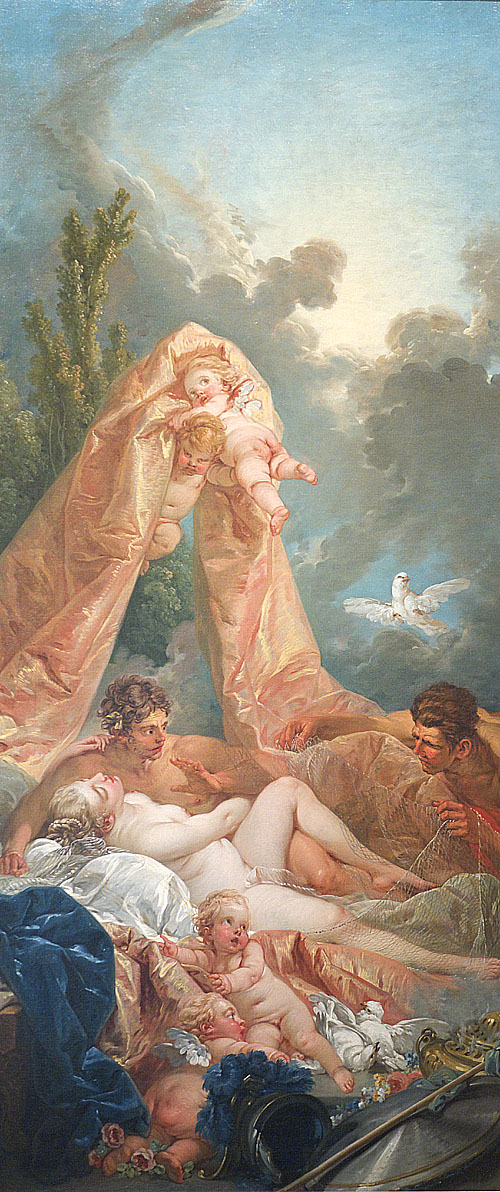
『マルスとヴィーナス』、フランソワ・ブーシェ

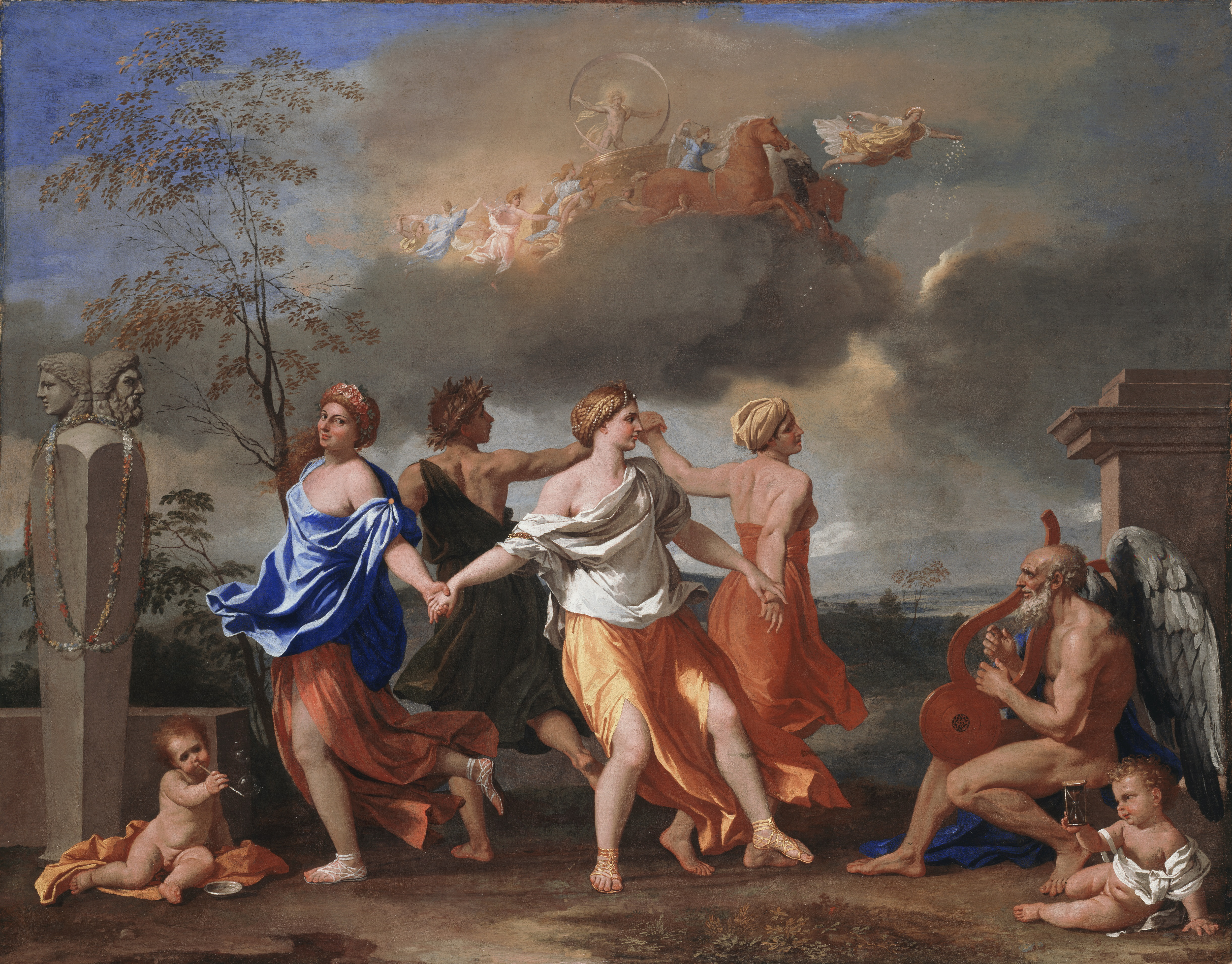
ニコラ・プッサン - 『人生の踊り』、1634-36年

- アドリアーン・ファン・オスターデ - 絵画2点
- レンブラント・ファン・レイン - 絵画6点
- ヤーコプ・ファン・ロイスダール - 絵画5点
- フランス・スナイデルス - 絵画1点
- ヤン・ステーン - 絵画5点
- アドリアーン・ファン・デ・フェルデ - 絵画2点
- ウィレム・ファン・デ・フェルデ (子) - 絵画8点
- ヤン・ウェーニクス - 絵画13点
- フィリップス・ワウウェルマン - 絵画6点

イギリス絵画
- トマス・ゲインズバラ - 絵画2点
- ジョン・ホップナー - 絵画1点
- エドウィン・ランドシーア - 絵画4点
- トーマス・ローレンス - 絵画4点
- ジョシュア・レノルズ - 絵画12点
- ジョゼフ・マロード・ウィリアム・ターナー - 絵画4点

フランドル絵画
- マークス・ヘラート - 絵画1点
- ヤン・ホッサールト - 絵画1点
- ハンス・メムリンク - 絵画1点
- ピーテル・プルビュス - 絵画1点
- ピーテル・パウル・ルーベンス - 絵画9点
- ダフィット・テニールス (子) - 絵画2点
- アンソニー・ヴァン・ダイク - 4 paintings ;

フランス絵画
- フランソワ・ブーシェ - 絵画20点

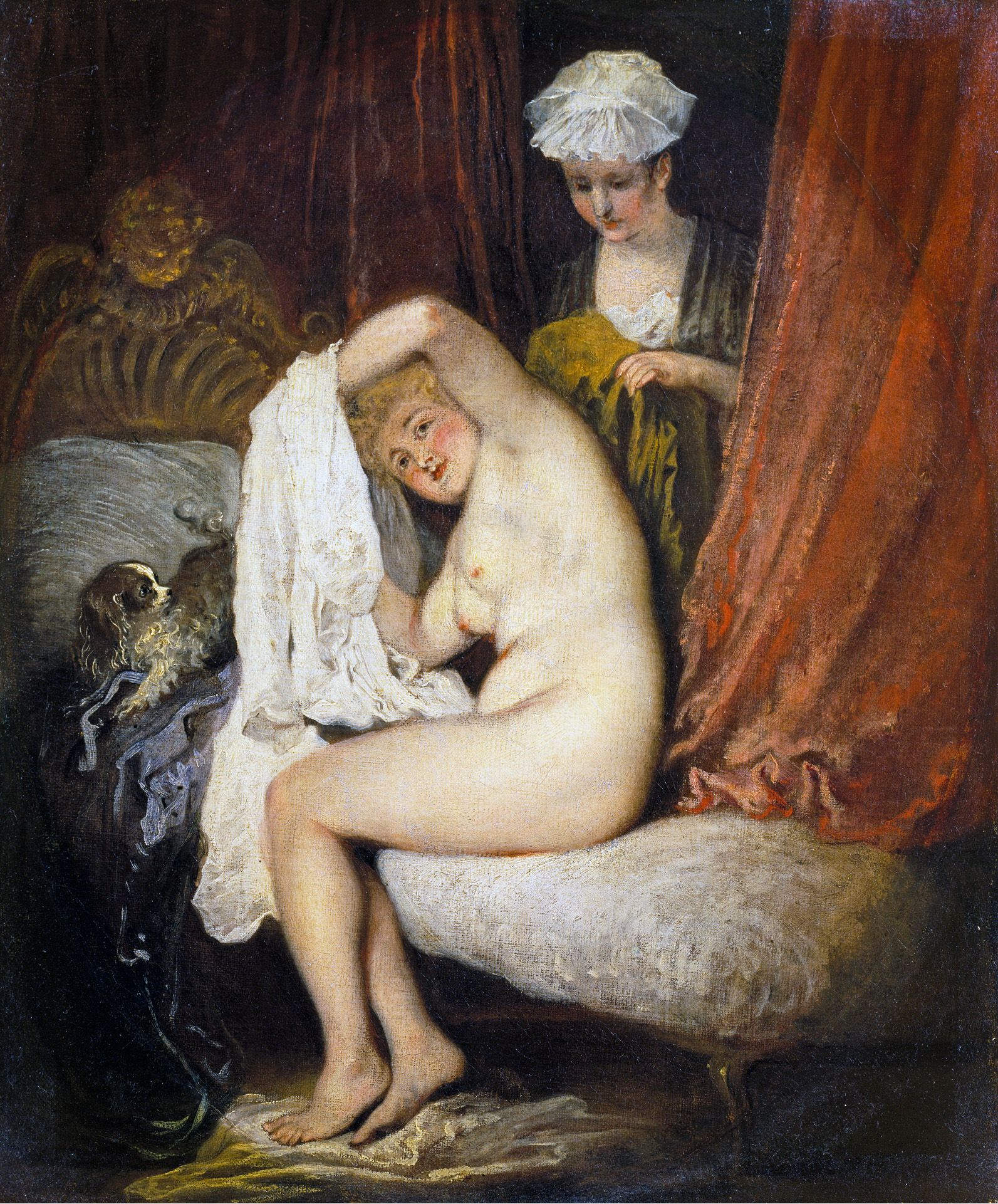
『朝の化粧』、アントワーヌ・ヴァトー（1716年 - 1718年）

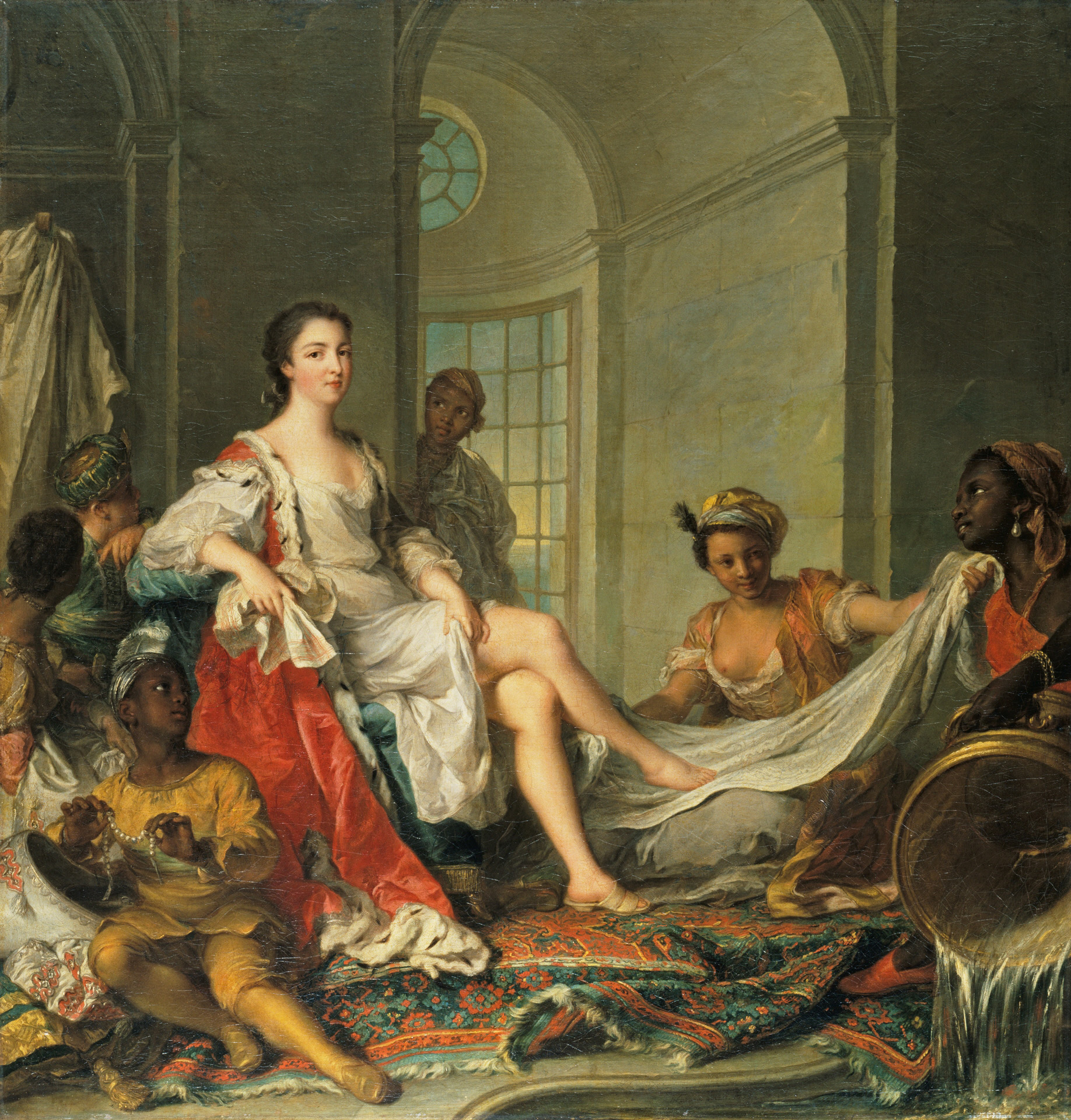
Mademoiselle de Clermont as a Sultana by ジャン＝マルク・ナティエ (1733)

- フィリップ・ド・シャンパーニュ - 絵画4点
- フランソワ・クルーエ - 絵画2点
- ジャン＝バティスト・カミーユ・コロー - 絵画1点
- ウジェーヌ・ドラクロワ - 絵画2点
- ポール・ドラローシュ - 絵画12点
- ガスパール・デュゲ - 絵画1点
- ジャン・オノレ・フラゴナール - 絵画8点
- クロード・ロラン - 絵画1点
- テオドール・ジェリコー - 絵画1点
- ジャン＝バティスト・グルーズ - 絵画19点
- ジャン＝マルク・ナティエ - 絵画3点
- ニコラ・プッサン - 絵画1点
- テオドール・ルソー - 絵画1点
- ジャン＝フランソワ・ド・トロワ - 絵画2点
- クロード＝ジョセフ・ヴェルネ - 絵画2点
- オラース・ヴェルネ - 絵画24点
- アントワーヌ・ヴァトー - 絵画9点

イタリア絵画
- カナレット - 絵画19点
- チーマ・ダ・コネリアーノ - 絵画2点
- カルロ・クリヴェッリ -  絵画1点
- フランチェスコ・グアルディ - 絵画9点
- サルヴァトル・ローザ - 絵画1点
- アンドレア・デル・サルト - 絵画1点
- ティツィアーノ・ヴェチェッリオ - 絵画1点
- ドメニキーノ - 絵画1点

スペイン絵画
- バルトロメ・エステバン・ムリーリョ - 絵画8点
- ディエゴ・ベラスケス - 絵画2点

### 陶磁器・ガラス部門
マイセンなど著名な産地の名品の数々や、世界でも最大級のセーブル焼コレクションを擁する。
ウォレス・コレクションは、18世紀のセーブル焼の最も豊富で突出したコレクションを納めている。その概要は花瓶137点、ティーセット80点、食器67点、素焼き3点、銘板130点（そのほとんどは家具に設置されている）。これらは歴代ハートフォード侯爵とサー・リチャード・ウォレスにより、1802年から1875年にかけて収集された。

### 金工品・家具部門

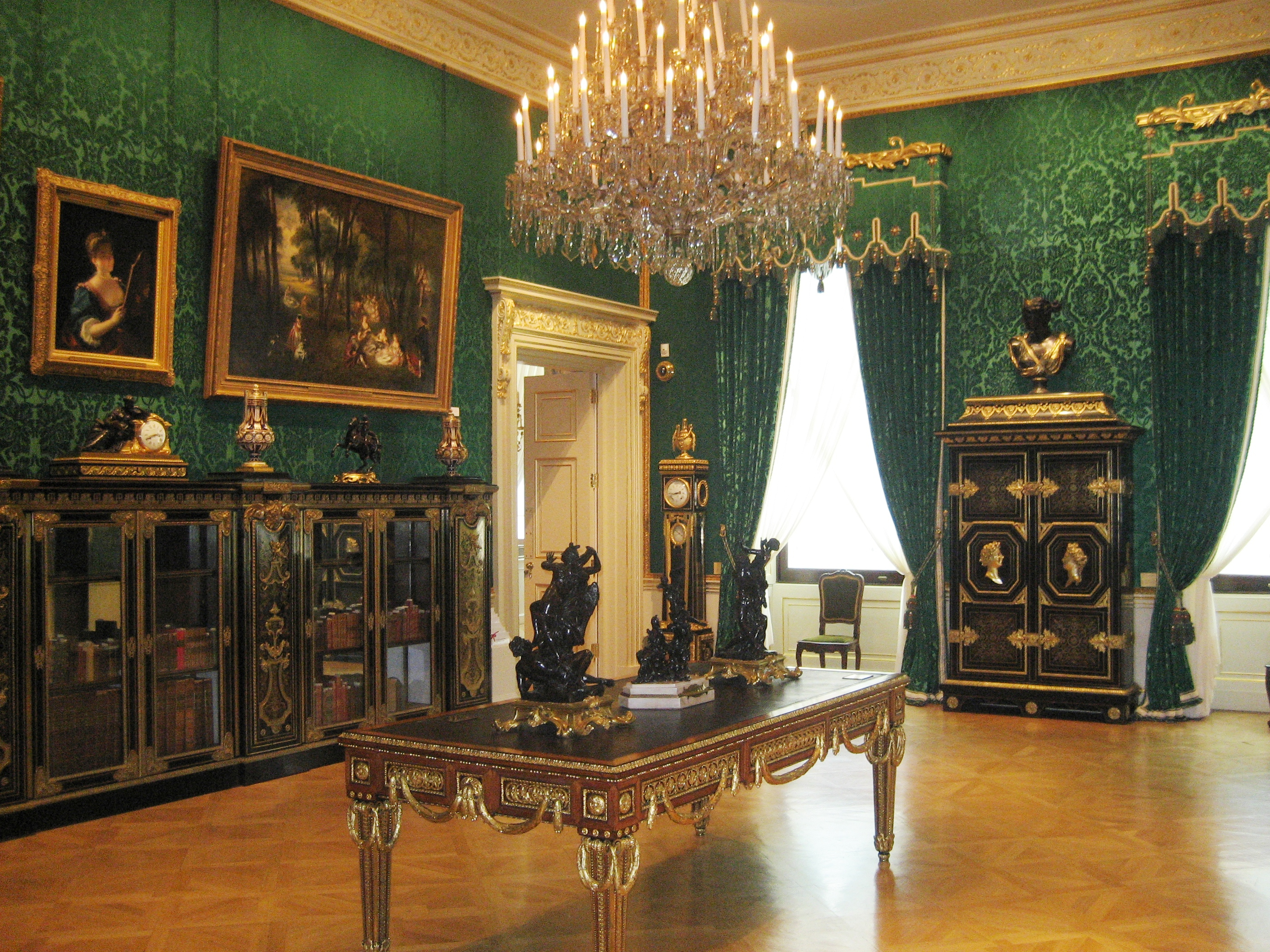
フランス家具の置かれた部屋

世界でも最も重要なフランス家具コレクションの一つである。トータルで500点以上からなる家具コレクションは、18世紀フランス家具を広く収集し、また、幾つかの重要な19世紀フランス家具および、興味深いイタリア家具といくつかのイギリス家具、ドイツ家具も納めている。
本コレクションは真鍮や鼈甲象嵌（一般的にはアンドレ・シャルル・ブールの象嵌として知られる）、寄せ木象嵌で化粧張りされたキャビネットをはじめ、椅子、時計や晴雨計、金鍍金ブロンズ彫刻を組み込んだ陶磁器、貴石工芸、マントルピース、鏡、化粧箱、台座にまで及ぶ。特に、キャビネット製作者として最も著名とされるアンドレ・シャルル・ブール（1642–1732）の作と考えられる家具の一大コレクションが、本美術館の目玉の一つである。 
ジョゼフ・バウムハウアー - 1点
- Bas d'armoire, c. 1765-1770;

アンドレ・シャルル・ブール - 22点
- Armoire, c. 1695;
- Armoire, c. 1700;
- Armoire, c. 1700;
- Armoire, c. 1715;
- Bureau plat, c. 1700-10;
- Cabinet avec son pied, c. 1667;
- Cartonnier et pendule, c.1715;
- Commode, c. 1710;
- Paire de grande table, c. 1705;
- Mantle clock, c. 1715;
- Mantle clock, c. 1726;
- Médaillier, c. 1710-20;
- Miroir de toilette, c. 1713, (delivered to the Duchesse de Berry);
- Paire de coffre de toilette, c. 1700;
- Paire de torchéres, c. 1700-10;
- Pendule et gaine, c. 1712-20;
- Pendule et gaine, c. 1720-25;
- Table à mettre dans un trumeau, c. 1705;

マルタン・カルラン - 4点
- Paire de Encoignures, c. 1772;
- Secrétaire à abattant, c. 1775;
- Table en secrétaire, c. 1783;

アドリアン・デローム - 2点
- Paire de bibliothèque basse

エティエンヌ・ドワラ - 1点
- Commode, c. 1720;

エティエンヌ・ルヴァスール - 5点
- Grande Bibliothèque, c. 1775;
- Paire de bibliothèque basse, c. 1775
- Paire de meubles à hauteur de'appui, c. 1775

Alexandre-Jean Oppenord - 3点
- Bureau plat, 1710;
- Commode, c. 1695;
- Écritoire, c. 1710;

ジャン＝アンリ・リーズネル - 10点
- Commode, delivered to Marie-Antoinette's cabinet intérieur de la reine at Versailles, c. 1780;
- Commode, delivered to Marie-Antoinette for Chateau de Marly, c. 1782;
- Encoignure, delivered to Marie-Antoinette's cabinet intérieur at Versailles, c. 1783;
- Secrétaire à abattant, delivered to Marie-Antoinette's cabinet intérieur at Versailles, c. 1783;
- Secrétaire à abattant, delivered to Marie-Antoinette's Petit Triannon at Versailles, c. 1783;
- Secrétaire à abattant, delivered to Marie-Antoinette's cabinet intérieur at Versailles, c. 1780;
- Bureau à cylindre, delivered to the comte d'Orsay for the Hôtel d'Orsay, c. 1774;
- Bureau à cylindre, c. 1785;
- Secrétaire à abattant, c. 1780-4;
- Table de toilette, c. 1780-4;

ベルナール・ヴァン・リーザンブール - 1点
- Bureau plat, c. 1719

Nicolas Sageot - 1点
- Commode, c.1700;

Adam Weisweiler - 4点
- Paire de meubles à hauteur de'appui, c. 1780
- Paire de meubles à hauteur de'appui, c. 1785-90

## 建物
数年前、中庭にガラス天井が備え付けられ、現在では レストラン「バガテル」がオープンしている。

## 所在地
Hartford House, Manchester Square, W1
- 地下鉄ボンド・ストリート駅かベイカー・ストリート駅から徒歩で８分くらい。セルフリッジ・デパートの裏手。

## ギャラリー

フランソワ・ブーシェ, 『ポンパドール夫人』（1759年）
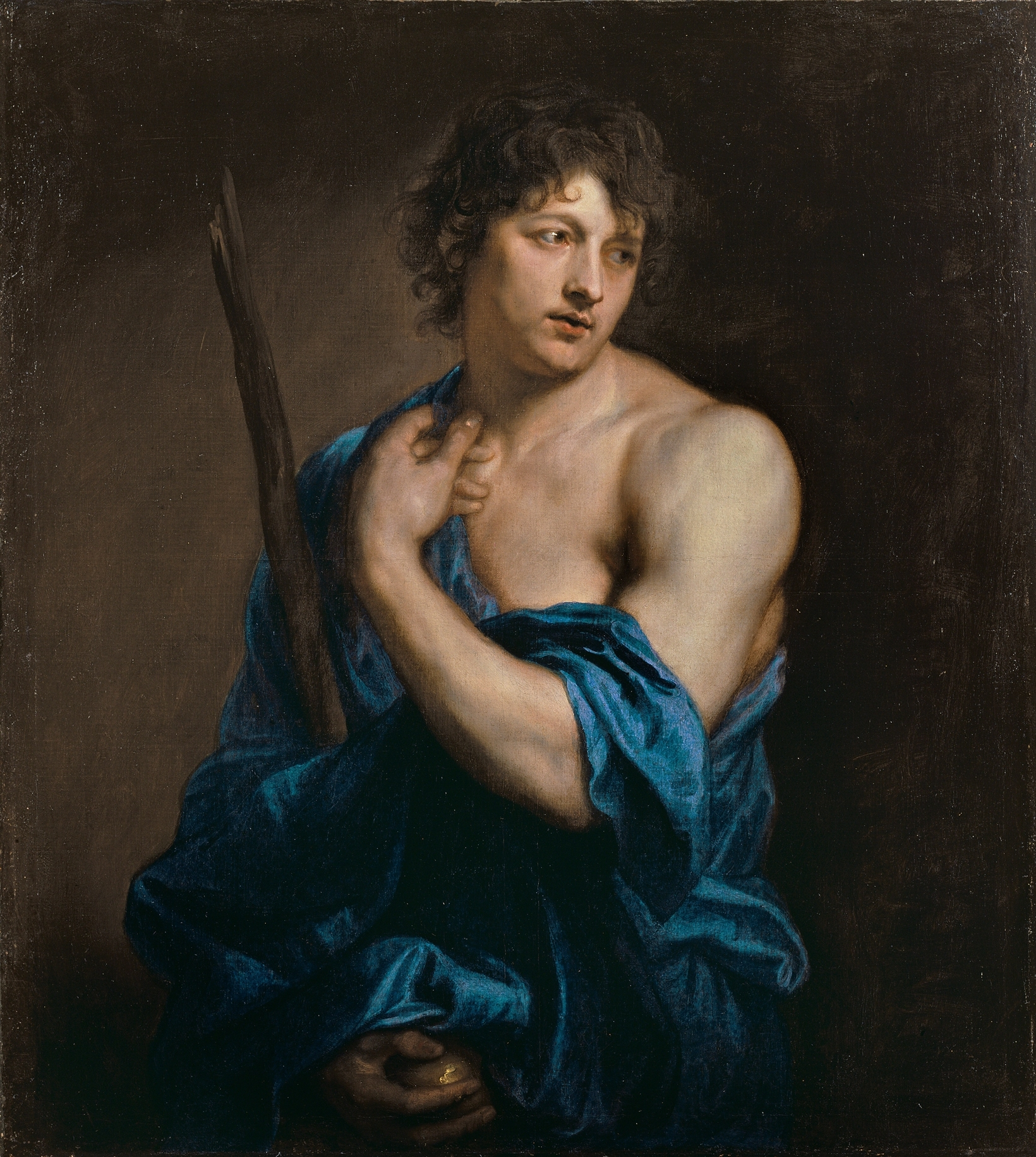
アンソニー・ヴァン・ダイク,『パリス』（1628年頃）
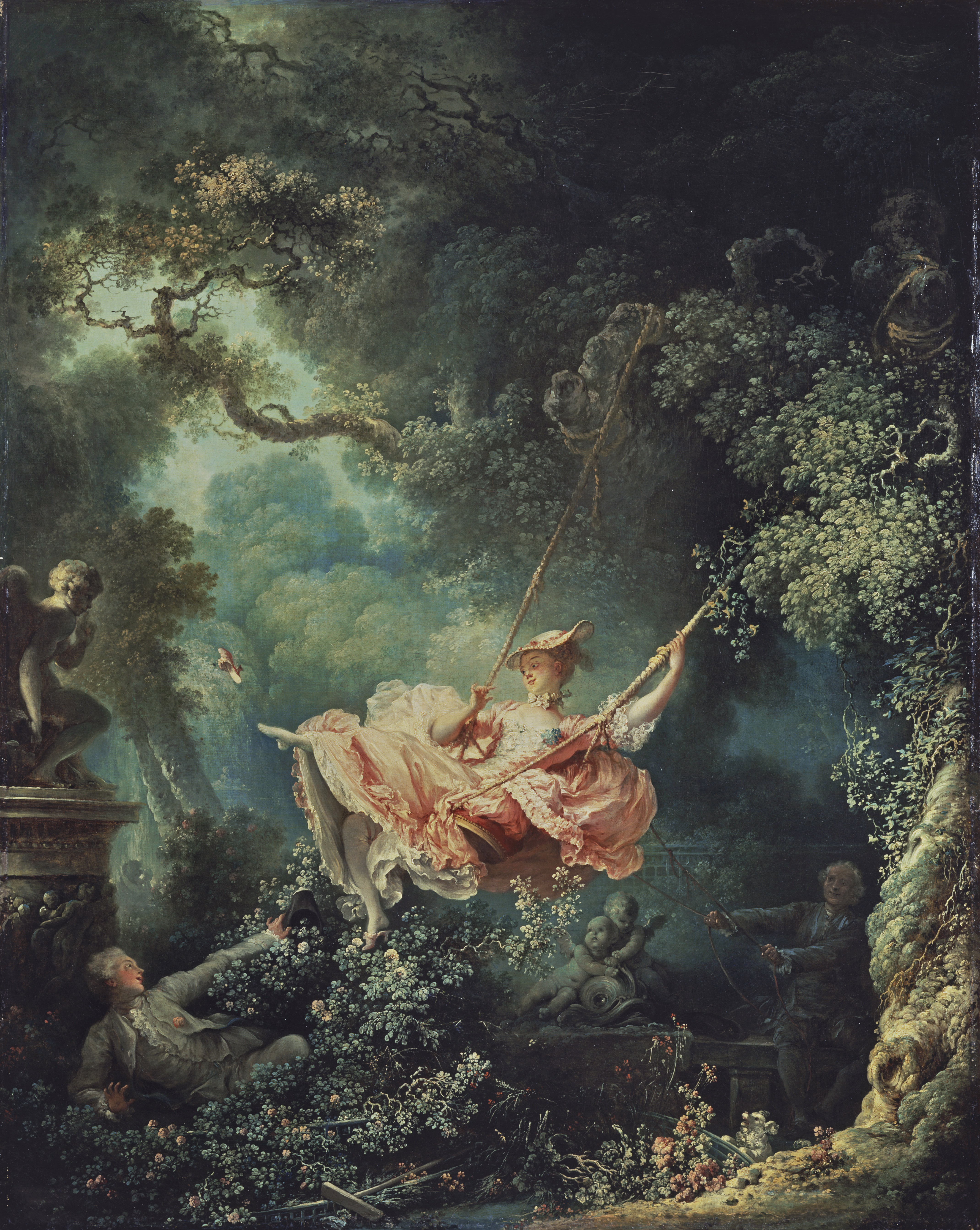
ジャン・オノレ・フラゴナール, 『ぶらんこ』（1767年）
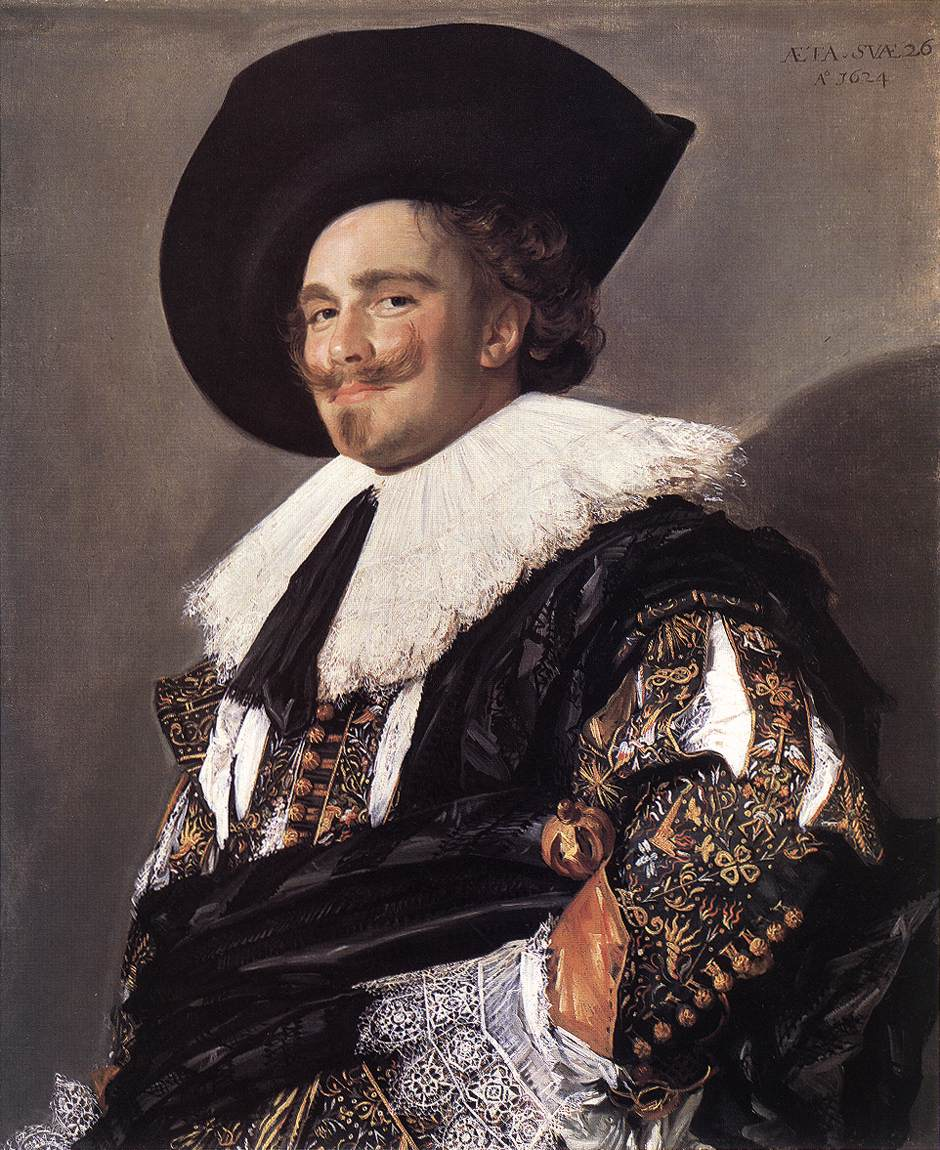
フランス・ハルス, 『笑う騎士』（1624年）
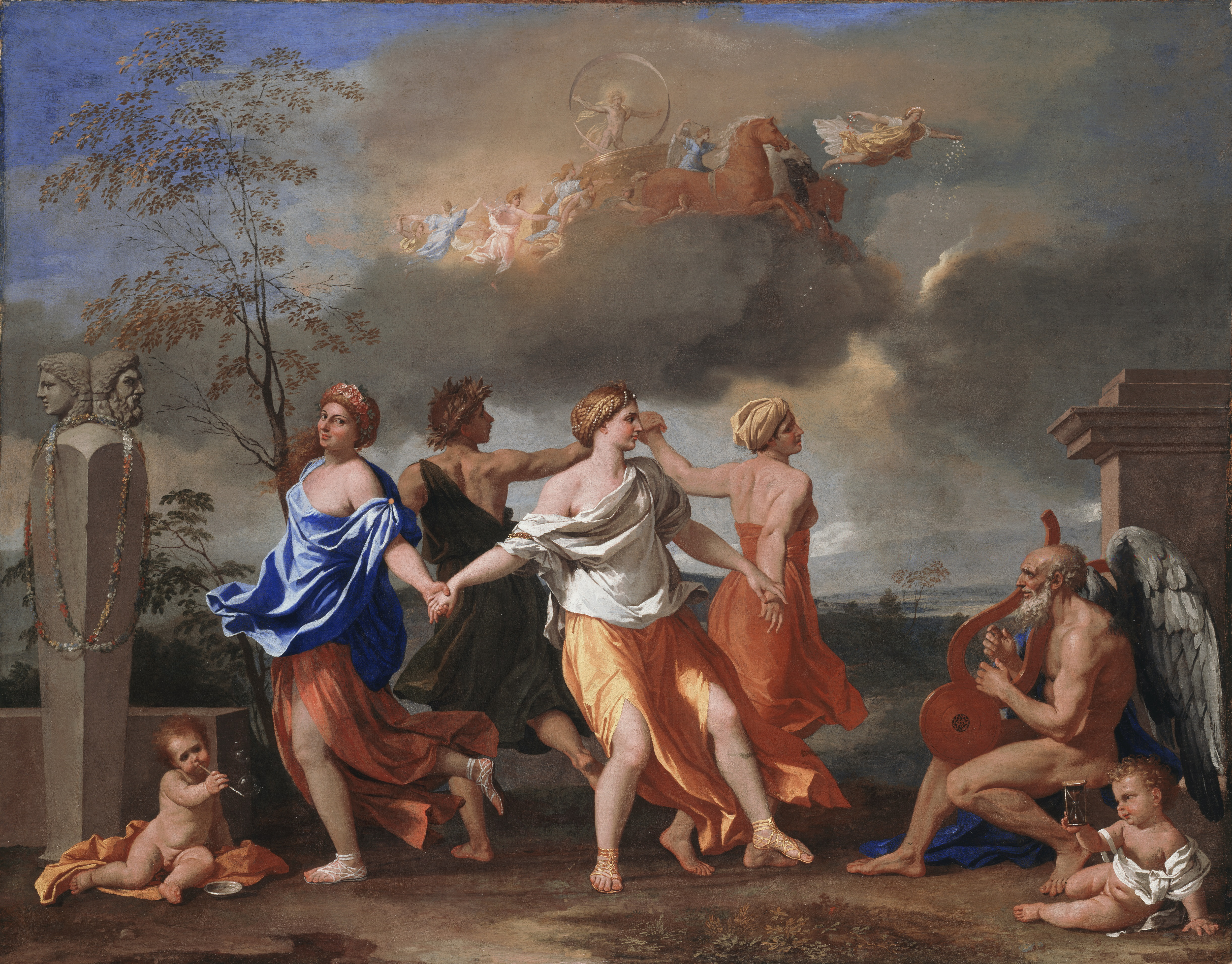
ニコラ・プッサン, 『人生の踊り』（1634年 - 1636年頃）
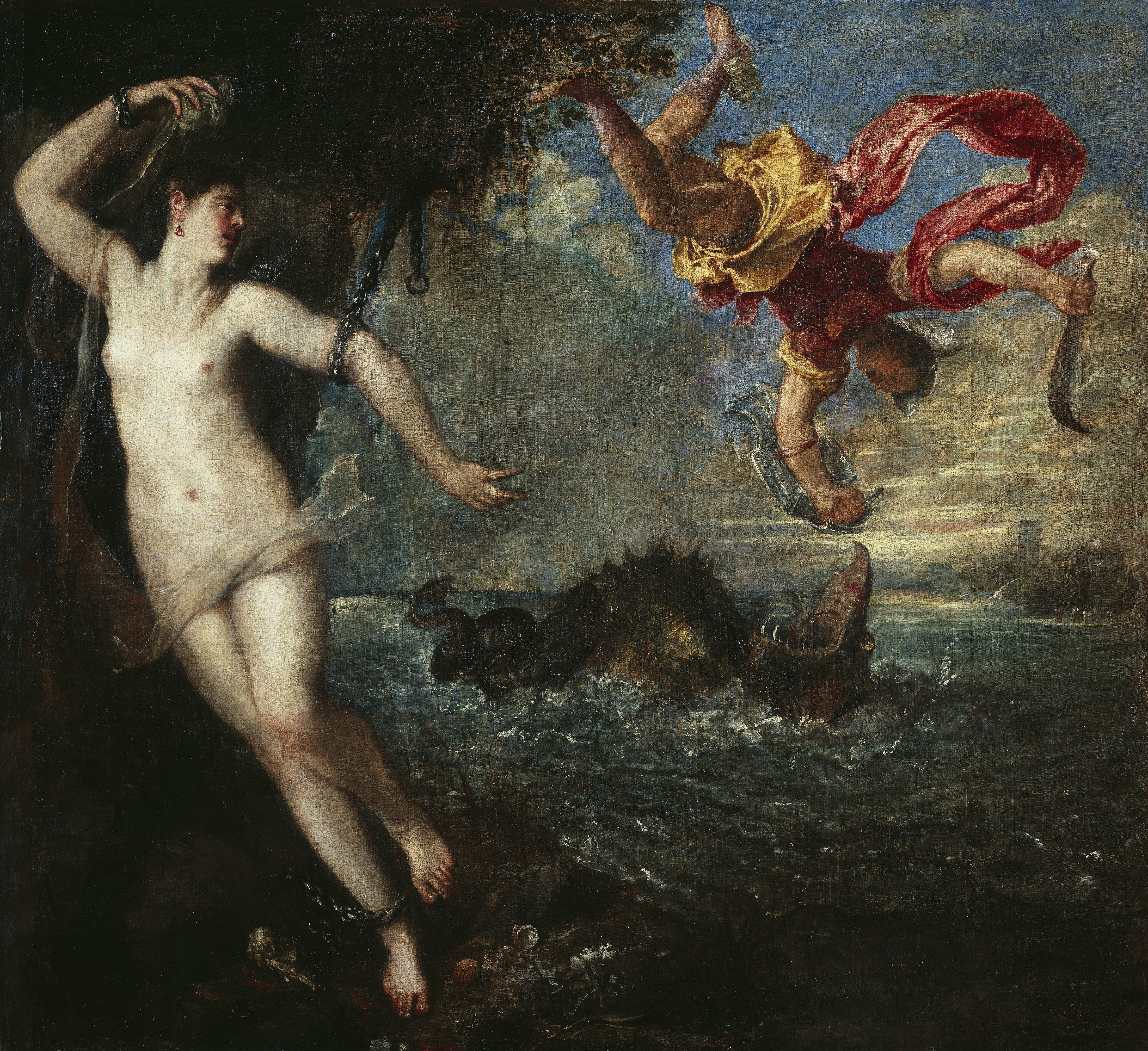
ティツィアーノ・ヴェチェッリオ, 『ペルセウスとアンドロメダ』（1554年 - 1556年頃）
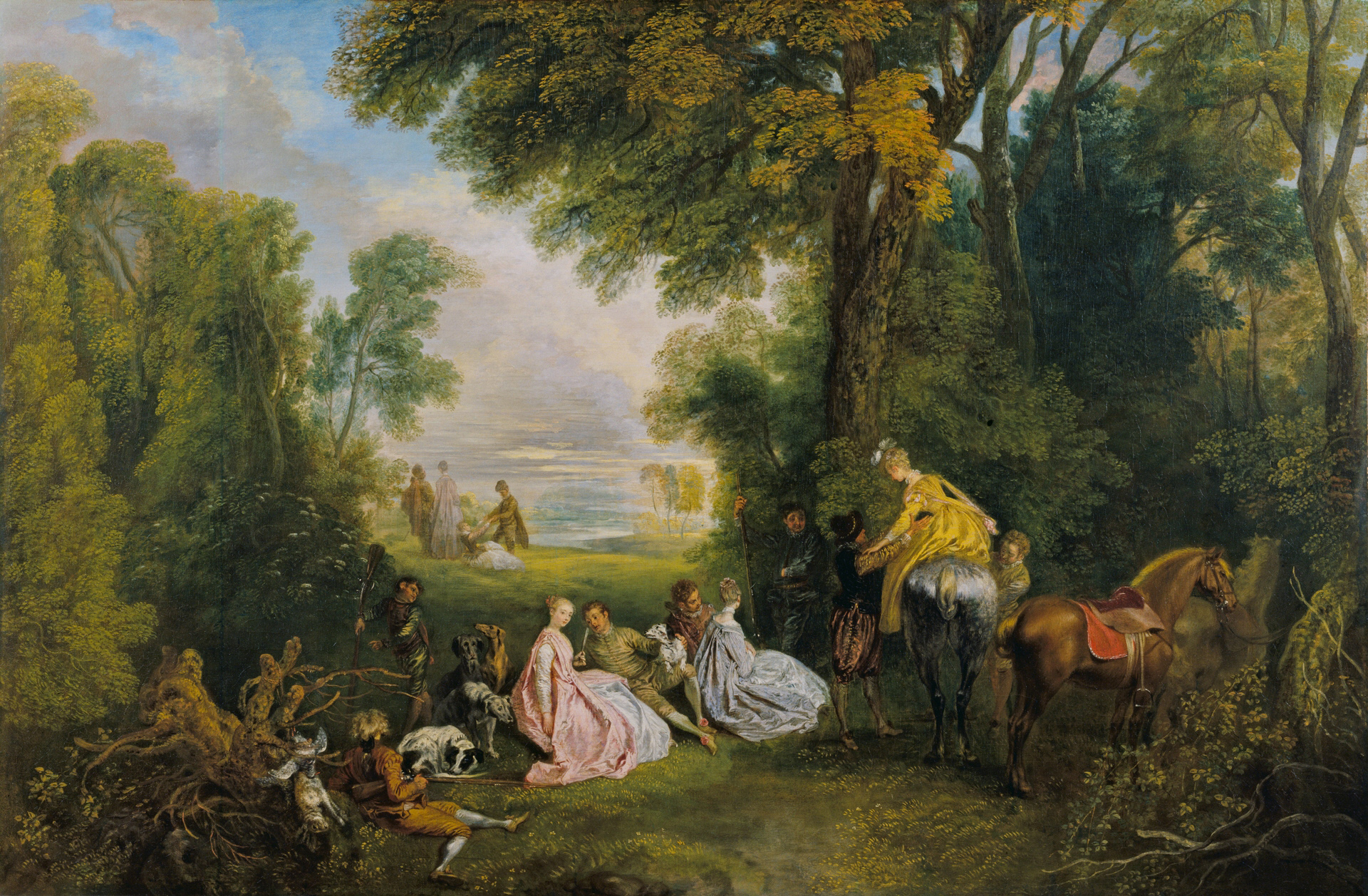
アントワーヌ・ヴァトー, 『The Halt during the Chase』（1718年 - 1720年頃)
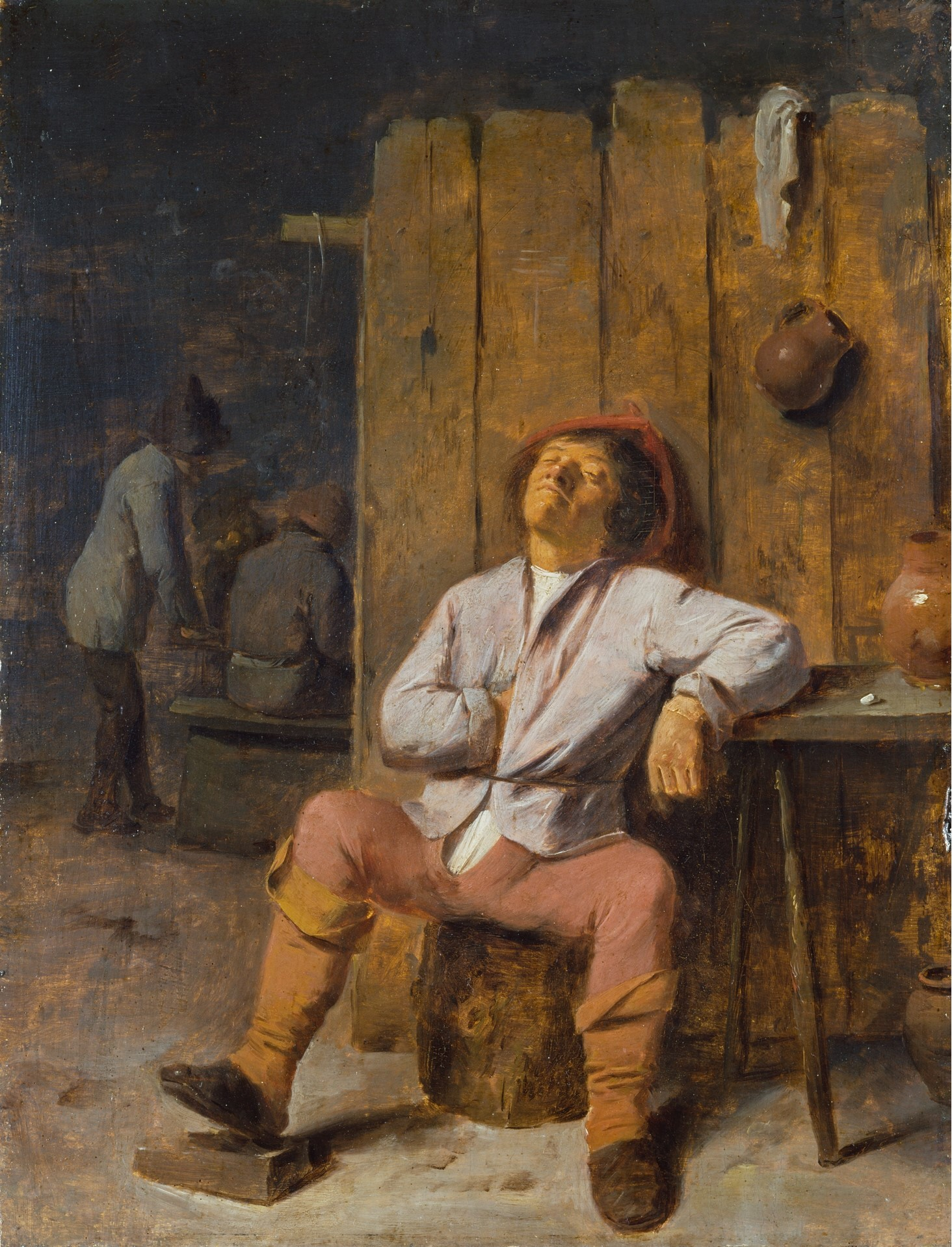
アドリアーン・ブラウエル, 『Sleeping peasant』（1630年代）